# Tetrabrombisphenol A
Tetrabrombisphenol A (TBBPA) ist eine chemische Verbindung, die in einigen Kunststoffen als Flammschutzmittel enthalten ist. Dadurch wird insbesondere erreicht, dass sich ein lokaler Brandherd langsamer zu einem Wohnungs- oder Gebäudebrand entwickeln kann. Im Gebäude anwesende Personen erhalten so mehr Zeit, sich in Sicherheit zu bringen.

## Gewinnung und Darstellung
TBBPA ist ein Derivat von Bisphenol A und wird aus diesem hergestellt, beispielsweise durch Bromierung mit Kaliumtribromid in Acetonitril. Alternativ kann Bisphenol A auch direkt mit elementarem Brom bromiert werden, entweder unter Erhitzen in Wasser oder Methanol oder in Wasser mit Zusatz von Natriumchlorat.

## Verwendung
TBBPA kann als reaktives und als additives Flammschutzmittel verwendet werden. Bei der reaktiven Anwendung wird es chemisch in Polymeren, z. B. in Epoxy- und Polycarbonatharzen, gebunden. Der Hauptanwendungsbereich dieser Technik ist die Herstellung von Leiterplatten, die in elektronische Geräte eingebaut werden. Als additives Flammschutzmittel (Beimischung ohne chemische Reaktion) wird TBBPA in Kunststoffen wie beispielsweise ABS verwendet. Diese kommen unter anderem zum Bau von Gehäusen elektrischer Geräte zum Einsatz, z. B. Fernsehgeräte, Elektroinstallation, Steckernetzteile. Der jährliche weltweite Verbrauch im Jahr 2001 wurde auf 119 700 Tonnen geschätzt, wovon rund 11 600 Tonnen auf die Verwendung durch die europäische Industrie entfiel. Im Jahr 2021 wurden 10 000 bis 100 000 Tonnen TBBPA im EWR hergestellt bzw. (als Stoff oder Gemische) in den EWR importiert.
Im Elektroschrott wurde in 2003 bzw. 2011 durchgeführten Studien durchschnittliche Konzentrationen von 1,4 g/kg bzw. 0,6 g/kg gefunden, was den verbreiteten Einsatz von TBBPA in elektrischen Geräten bestätigte. Da nur additiv zugegebenes, nicht jedoch reaktiv gebundenes TBBPA gemessen werden konnte, dürfte der effektive Einsatz dieses Flammschutzmittels noch deutlich höher sein.

## Umwelt- und Gesundheitsrelevanz
TBBPA kann durch verschiedene Prozesse in die Umwelt gelangen und kommt in Spurenkonzentrationen in den Umweltkompartimenten wie Luft, Wasser, Boden und Flusssedimenten vor. Auch im Klärschlamm und im Hausstaub wird es gefunden. Die Konzentrationen sind jedoch niedriger als diejenigen von anderen Flammschutzmitteln. In einer vom WWF durchgeführten Untersuchung wurde TBBPA auch im Blut der Europaparlamentarier gefunden.

## Risikobewertung
TBBPA wurde einer achtjährigen EU-Risikobewertung unterzogen, in deren Verlauf über 460 Studien evaluiert wurden. Die Ergebnisse der Risikobewertung wurden im Juni 2008 im EU-Amtsblatt veröffentlicht.
Tetrabrombisphenol A wurde 2015 von der EU gemäß der Verordnung (EG) Nr. 1907/2006 (REACH) im Rahmen der Stoffbewertung in den fortlaufenden Aktionsplan der Gemeinschaft (CoRAP) aufgenommen. Hierbei werden die Auswirkungen des Stoffs auf die menschliche Gesundheit bzw. die Umwelt neu bewertet und ggf. Folgemaßnahmen eingeleitet. Ursächlich für die Aufnahme von Tetrabrombisphenol A waren die Besorgnisse bezüglich Verbraucherverwendung, Umweltexposition, Exposition von Arbeitnehmern, hoher (aggregierter) Tonnage und weit verbreiteter Verwendung sowie der Gefahren ausgehend von einer möglichen Zuordnung zur Gruppe der PBT/vPvB-Stoffe, der möglichen Gefahr durch reproduktionstoxische Eigenschaften sowie als potentieller endokriner Disruptor. Die Neubewertung läuft seit 2015 und wird von Dänemark durchgeführt. Um zu einer abschließenden Bewertung gelangen zu können, wurden weitere Informationen nachgefordert.
Der Stoff wurde aufgrund seiner krebserregenden Eigenschaften im Januar 2023 in Liste der besonders besorgniserregenden Stoffe (SVHC) aufgenommen.